# جون فيتزباتريك (سياسي)
جون فيتزباتريك (بالإنجليزية: John Fitzpatrick)‏ هو سياسي أمريكي، ولد في 1 مايو 1844، وتوفي في 8 أبريل 1919. حزبياً، نشط في الحزب الديمقراطي. وقد انتخب عمدة نيو أورلينز ‏.